# Drapelul Boliviei

Drapelul Boliviei

Drapelul Boliviei a fost adoptat în 1851. Atât drapelul de stat cât și cel militar sunt identice, un tricolor având trei benzi orizontale de aceeași lățime, egală cu o treime din lățimea steagului, colorate în culorile roșu, galben și verde, fiind aranjate de sus în jos în această ordine. Pe culoarea galben, la intersecția diagonalelor, se găsește stema țării. Drapelul civil, respectiv însemnele țării nu au stemă.
Conform unei surse, culoarea roșie semnifică animalele Boliviei, respectiv armata sa de eliberare, în timp ce verdele semnifică fertilitatea, iar galbenul resursele minerale subpământene.  Arhivat în 15 februarie 2006, la Wayback Machine.
Un alt steag important al Boliviei este Wiphala, care se poate vedea adesea fluturând în această țară. 
În ciuda faptului că Bolivia este o țară fără ieșire la mare, totuși există o emblemă navală utilizată de Marina Boliviei pe râuri și lacuri. Aceasta constă dintr-un câmp de culoare albastru deschis, bordată de nouă pentagoane stelate de culoare galbenă, la care se adaugă o a zecea stea mult mai mare, de asemenea galbenă, aflată în mijlocul dreptunghiului liber din stânga jos. Cele nouă stele reprezinte cele nouă departamente ale Boliviei, iar cea de-a zecea reprezintă zona care permitea Boliviei acceesul la mare al țării, zonă care a fost pierdută după războiul numit Războiul Pacificului (uneori denumit și Războiul salpetrului), care a avut loc în 1884, opunând Peru și Bolivia, de o parte, respectiv Chile, susținută puternic de interese britanice, pe de altă parte. 

Drapelul civil şi comercial -- Proporţii 15:22
Drapelul Forţelor armate ale Boliviei -- Proporţii 15:22
Drapelul naval al Boliviei -- Proporţii 2:3
Drapelul Wiphala (versiunea Qullan Suyu)